# Antonio Rosales
Antonio Rosales (1740-1801) est un compositeur espagnol, célèbre pour ses tonadillas.

## Carrière musicale
De 1762 à sa mort, il est estimé que Rosales a composé quelque 150 tonadillas dont un bon nombre sur des livrets de l'écrivain Ramón de la Cruz (1731-1794). Dans la décennie de 1770 il compose, souvent aussi sur des livrets de De la Cruz, quelques zarzuelas dans un style comique, la zarzuela étant le genre lyrique le plus éminemment espagnol. Rosales composa par ailleurs des danses et des mélodies s'inspirant de thèmes folkloriques, des créations de Rosales qui restèrent très populaires en Espagne au moins jusqu'à l'avènement des guerres napoléoniennes.

## Œuvres (liste non exhaustive)
- El tío y la tía (L'Oncle et la tante)
- El entusiasmo (L'Enthousiasme)
- El aprendiz de carpintero (L'Apprenti menuisier)
- El valenciano (Le Valencien)
- El vizcaíno (Le Biscaïen)
- El recitado (Le Récité)

## Conservation de manuscrits
Différentes institutions conservent des manuscrits de Rosales. Entre autres :
- Le fond Rosales de la Bibliothèque historique municipale de Madrid
- La collection de livrets de théâtre lyrique que Francisco Asenjo Barbieri légua à la Bibliothèque nationale d'Espagne
- Le fond Rosales de la Bibliothèque du Conservatoire supérieur royal de Musique d'Espagne